# Maxime Camara
Mamadouba Resmu Camara dit Maxime Camara, né le 4 février 1945 à Kissidougou et mort le 29 mars 2016, est un footballeur guinéen des années 1960 et 1970.

## Biographie
En tant qu'ailier gauche, Maxime Camara est international guinéen. Il participe aux JO 1968, où il est titulaire à tous les matchs et inscrit un but contre la France. La Guinée est éliminée au premier tour. Puis, il est finaliste de la CAN 1976, ce qui constitue la meilleure performance du Syli national. Il fait partie de la sélection africaine qui participe à la Coupe de l'Indépendance du Brésil en 1972.
Il avait épousé Aminata Touré, fille de Sékou Touré, le premier président guinéen.
Il est joueur du Hafia FC durant toute sa carrière, avec qui il remporte la Coupe des clubs champions africains 1972.